# Tẩy chay làng Ueno, Shizuoka 1952
Tẩy chay làng Ueno, Shizuoka 1952 (静岡県上野村村八分事件 Shizuoka-ken Ueno-mura murahachibu jiken) (nay là Fujinomiya) xảy ra vào năm 1952 tại tỉnh Shizuoka. Nạn nhân sau khi tố cáo hành vi gian lận bầu cử ở địa phương đã bị dân làng tẩy chay, xâm phạm nhân quyền và gia đình nạn nhân.

## Bối cảnh vụ việc

### Phát sinh

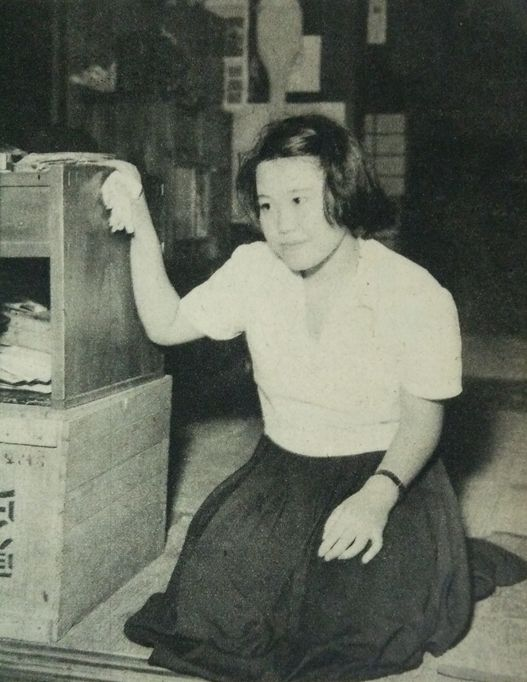
Ishikawa Satsuki (1952)

Trước năm 1952, tình trạng gian lận bỏ phiếu tại Ueno do những người lãnh đạo đứng đầu tại địa phương kiểm soát. Cụ thể, trưởng làng đến từng hộ gia đình cưỡng chế thu phiếu bầu với lời nói: Nếu nhà anh không đi bỏ phiếu thì để tôi đại diện bầu cử giúp. Theo đó, Trưởng làng thu được rất nhiều phiếu bầu về mình với danh nghĩa không cho người dân không đi bầu cử. Sau nhiều năm, trưởng làng đã lợi dụng số phiếu bầu thu được để bỏ phiếu cho một cá nhân có ảnh hưởng trong địa phương khiến người này tái đắc cử nhiều lần.
Ủy ban giám sát bầu cử lại dung túng, bao che cho các sai phạm nghiêm trọng, trong khi người dân thì không được quan tâm về chính trị nên sự việc tiếp tục xảy ra.
Ishikawa Satsuki (sau này là Kase Satsuki, sinh ngày 11 tháng 5 năm 1935), là nữ sinh cấp 2 sống trong làng, nhận thấy có dấu hiệu gian lận trong cuộc Bầu cử nghị sĩ Hạ viện Nhật Bản thường kỳ lần thứ hai được tổ chức vào tháng 6 năm 1950. Cô rất bất bình và đã đăng bài viết lên tờ báo tố cáo nội bộ của trường mình. Tuy nhiên, nhà trường đã nhanh chóng thu hồi và tiêu huỷ toàn bộ số báo đã được phát hành trước đó.

### Tố cáo
Hai năm sau, cô lại thấy thủ đoạn gian lận bầu cử qua đợt Bầu cử bổ sung nghị sĩ Hạ viện được tổ chức vào ngày 6 tháng 5 năm 1952. Ban đầu, cô xem xét việc báo cáo lên Ủy ban giám sát bầu cử. Nhưng vì không thể tin tưởng Ủy ban giám sát bầu cử, chính quyền địa phương và cảnh sát địa phương, do đó cô đã báo cáo sự việc lên nhật báo Asahi Shimbun.
Báo Asahi Shimbun nhanh chóng vào cuộc, phóng viên xuất hiện tại trường trung học Fujimiya vào ngày 8 tháng 5 và đến phỏng vấn Ishikawa. Vài ngày sau khi báo chí đưa tin, hàng chục cá nhân liên quan đến vụ gian lận bầu cử đã bị cảnh sát điều tra, xem xét. Tuy nhiên, vụ việc đang có chiều hướng xấu hơn rất nhiều.

### Dân làng trả đũa
Ngay sau sự việc vài ngày, cô đã bị một số người trong thôn chặn lại lên giọng: Hôm nay, làng này có hàng chục người bị cảnh sát mời lên triệu tập chưa về. Họ bảo nếu về thì đến hậu tạ cô ngay đấy.
Từ đây, các hành động trả thù, bắt nạt của dân làng lên gia đình Ishikawa nổi lên. Dân làng, hàng xóm không giúp đỡ gia đình. Bất cứ lời chào hỏi nào của gia đình cô cũng bị khinh thường. Thậm chí, dân làng đang tìm cách huỷ học bổng của cô. Em gái cô, lúc đó đang là học sinh cấp 1 bị bạn bè chửi rủa là gián điệp. 
Nặng nề hơn là báo chí địa phương bắt đầu bới móc và viết về các sai phạm mang tính đầu cơ của cha cô và dân làng đã tố cáo lên Bộ Tư pháp rằng cha của Ishikawa nợ nần chồng chất. Cô cũng chứng minh rằng việc bố cô sai phạm và việc gian lận bầu cử là hai sự việc khác nhau. Trái lại, dân làng giữ nguyên quan điểm: Người không chấn chỉnh hành vi của bố mình thì cũng không đủ tư cách tố cáo vấn đề của làng.
Cuối cùng, bắt đầu từ tờ báo Asahi Shimbun đăng bài vạch trần hành động tán tận lương tâm của dân làng Ueno vào ngày 24 tháng 6, đồng loạt các tờ báo khác trên toàn quốc đồng loạt đã phê phán.
Sau đó, Ishikawa chuyển đến Tokyo và rời làng Ueno một thời gian. Cho đến mùa thu năm 1952, khi tình hình trong làng cùng cũng bắt đầu dịu lại, cô trở về quê hương và bắt đầu làm lành mối quan hệ với làng xóm.